# Диплес
Диплес су грчки десерт чији је главни састојак танко тесто. Диплес потиче са Пелопонеза. Један од најпосебнијих грчких слаткиша за прославе, венчања и веридбе, пореклом из Манија, Каламате и Аркадије. Тесто се савија у различите облике, пржи на врелом уљу и на крају натопи сирупом.  Традиционално се уместо сирупа користи мед, а умаци се ароматизирају циметом и додају сецкани ораси. 
Диплес могу имати различите облике, али најчешћи су спирале, машне и цветови.
Диплес се обично служе на свадбама, а такође и на Новој години. На Криту и у Аркадији су познати и као керотигана.